# پولین کونگا
پولین کونگا (انگلیسی: Pauline Konga؛ زادهٔ ۱۰ آوریل ۱۹۷۰) دونده دو استقامت، و ورزشکار دو و میدانی اهل کنیا است.